# جم (ایندیانا)
جم (به انگلیسی: Gem) یک منطقهٔ مسکونی در ایالات متحده آمریکا است که در شهرستان هنکاک، ایندیانا واقع شده‌است. جم ۲۶۰٫۹۱ متر بالاتر از سطح دریا واقع شده‌است.